# Vinodolski zakonik
Vinodolski zakonik hrvatski je pisani popis običajnog prava koji je napisan 6. siječnja 1288. godine.

## O zakoniku
Najstariji je cjelovito sačuvan zapis običajnog prava, i od sličnih dokumenata na slavenskim jezicima od njega je možebitno starija samo Ruska pravda (koja se datira od 11. do 13. stoljeća).
Pisan je glagoljicom, a predstavlja zbornik pretežno običajnoga prava devet vinodolskih općina (Novi, Ledenice, Bribir, Grižane, Drivenik, Hreljin, Bakar, Trsat, Grobnik). Sastoji se od 77 članaka u kojima su opširno razrađeni odnosi između gradova slobodne općine Vinodol i krčkih knezova. Napisan je na 14 pergamentnih listova veličine 24,3 × 16,5 cm s inicijalima urešenim biljno-geometrijskim motivima i rubnim crtežima.
Naime, darovnicom hrvatsko-ugarskog kralja Andrije II. Vinodol je 1225. godine potpao pod vlast krčke vlastele. Slobodni seljaci nisu željeli postati kmetovi, pa dolazi do sukoba koji traju sve do 1288. godine kada su Vinodolčani priznali vlast otočkih knezova, a ovi su im odlučili priznati neka prava. Zbog toga je formirana komisija od 42 člana iz navedenih devet vinodolskih općina koja je trebala popisati dužnosti i prava kmetova i feudalne gospode, čiji je predstavnik bio knez Leonard Krčki.
Tako je nastao Vinodolski zakonik, za kojeg će kasnija analiza pokazati da nije bio odraz starih običajnih prava, već ga je komisija prilagodila potrebama tadašnjeg feudalnog poretka. U Zakoniku je opširno razrađeno kazneno pravo sa sustavom globa, kazni, feudalnih davanja, izgledom suda te međusobnih prava i obveza seljaka i knezova. Normirao je baštinsko pravo i propisao kazne za krađe, uvrede, ozljede i ubojstva. U člancima 18, 27 i 56 donesene su i zakonske odredbe o pravima ženâ, o njihovoj osobnoj i moralnoj zaštiti. Po jedan primjerak prijepisa pohranjen je u svakom od sjedišta 9 vinodolskih općina.
Tekst nije sačuvan u izvorniku, a najstariji rukopis (pohranjen u Nacionalnoj i sveučilišnoj knjižnici u Zagrebu) pisan je glagoljicom u drugoj polovici 16. stoljeća. 

## Izdanja i prijevodi
Prvo izdanje Vinodolskoga zakonika objavio je Antun Mažuranić 1843. godine u Kolu. Tri godine kasnije (1846.) Osip Bodnjanski preveo je zakonik na ruski, Wacław Alexander Maciejowski na poljski 1856. godine. Anna Mihailovna Evreinova 1878. godine je u Petrogradu izdala fototipsko izdanje izvornika s latiničnom i ćiriličnom transkripcijom. Dvije godine kasnije (1880.) Vatroslav Jagić izdaje izvornik i ruski prijevod s filološkim i pravnim tumačenjima. Jules Preux izdaje 1896. godine francuski prijevod, Marko Kostrenčić 1931. godine njemački prijevod, Lujo Margetić 1981./1982. izdaje talijanski prijevod, te 1983. godine slijedi prijevod na engleski jezik. Josip Bratulić priredio je 1988. faksimil-diplomatičko izdanje s kritičkim tekstom, tumačenjem i rječnikom.
Antun Mažuranić 1843. godine u Kolu o Vinodolskom zakoniku ovako piše:
U svakom ovom městu biaše veći ili manji gospodski dvor (kaštel), po 1 ili 2 cèrkve i 50 do 300 kućah, a sve to skupa za sigurnost opasano zidom zvaše se grad. Svaki ovi grad imadiaše po jedna, dvoja ili troja vrata, koja su se svaku noć zatvorala. Někoji od ovih gradovah zapušteni su već sasvim, kao Ledenice i Hreljin, buduć da se je narod volio preselit na polje, nego li na bèrdu u gradu, daleko od svojih zemaljah pribivati. U Driveniku je još samo cèrkva, plovan (župnik) i požup ili podžup (zvonar). Bribir je još jedini grad u Vinodolu, koi se zatvora noćju, a Bakar je pod Mariom Tereziom slobodan kraljevski grad postao. Stolni kapitul Modruške iliti Kèrbavske biskupie, koi je g. 1493., kad su Turci razorili Modrušu, sa svojim biskupom u Vinodol došo, razděljen je u tri grada na tri tako zvana kapitula collegiata: u Novi, Bribir i Bakar.
Ovi starinski Vinodol razděljen je danas na 5 dělah: 1) na današnju kameralsku gospoštinu Vinodol, gdi je Novi, Bribir, Grižane, Drivenik, Belgrad i Kotor, i někoja novia města kao Cèrkvenica, Selce itd.; 2) na slobodan kraljevski grad Bakar (Buccari) s njegovim okružjem, gdi je osim Bakra takodjer Tèrsat i Kraljevica (Portorè); 3) na kameralsku gospoštinu Hreljin, gdi je osim Hreljina novie město Fužina (Fuccine); 4) na grofovsko-Batjansku gospoštinu Grobnik, i 5) na dio ogulinskoga regimenta, Ledenice, u Kèrmpotskoj kumpanii. — 1. i 2. dio spada na rěčki gubernium; 3. i 4. na zagrebačku varmedju, a 5. t. j. Ledenice, na vojničko-graničarsko upravljanje.

## Vanjske poveznice
- Izvornik Vinodolskog zakona (rtf datoteka, izvadak iz teksta) na stranicama Instituta za hrvatski jezik i jezikoslovlje (u mrežnoj pismohrani archive.org 6. srpnja 2006.).
- Vinodolski zakonik, na stranicama glagoljica.hr.
- Tekst na stranicama Turističke zajednice Novi Vinodolski  Arhivirana inačica izvorne stranice od 24. rujna 2019. (Wayback Machine)